# Huy Cường
Huy Cường tên đầy đủ là Nguyễn Vi Cường (sinh năm 1977) là nam diễn viên kịch nói, điện ảnh và truyền hình Việt Nam, anh được biết đến với sở trường diễn xuất các vai phản diện. Nhưng anh lại giành được Giải Cánh diều và Giải Bông sen cho nam diễn viên phụ xuất sắc hạng mục phim truyện điện ảnh cho nhân vật Bè - vai chính diện đầu tiên của anh - trong phim Những đứa con của làng.

## Sự nghiệp
Ba mẹ Huy Cường quen biết mẹ nghệ sĩ Hữu Châu nên nhờ nam nghệ sĩ giới thiệu cho Huy Cường vào học trường trường Nghệ thuật Sân khấu II (hiện nay là Trường Đại học Sân khấu – Điện ảnh Thành phố Hồ Chí Minh). Ban đầu, anh được vào lớp chính quy do nghệ sĩ Minh Nhí phụ trách, nhưng không được nhà trường đồng ý vì khóa này đang chuẩn bị thi học kỳ 1. Huy Cường xin theo học hệ C, cùng lớp với Long đẹp trai, Thái Hòa và khoảng một năm sau, anh xin thi chuyển qua hệ A (chính quy) do nghệ sĩ Công Ninh phụ trách.

### Sân khấu Kịch
Để có thêm kinh nghiệm, Huy Cường vừa học vừa phụ việc, anh được diễn viên Phước Sang nhận vào làm tại sân khấu hài 135 Hai Bà Trưng. Anh được nghệ sĩ Hữu Lộc cho đóng đúp vai của nghệ sĩ Hữu Tâm trong nhóm Tam tấu trẻ, Huy Cường dần được biết đến. Năm 1998, anh tốt nghiệp. Sau đó anh tham gia diễn hài trong các nhóm: Hà Linh, Ngọc Trinh - Lê Giang, Mai Sơn, Mai Dũng. Nhắc tuồng ở sân khấu Idecaf một thời gian.
Năm 2006, Huy Cường được Nhà hát Kịch TP. Hồ Chí Minh mời về tham gia các chương trình diễn kịch phục vụ các trang doanh trại quân đội, đồng bào vùng sâu vùng xa, tham gia dự án Tiếng nói trẻ thơ đi khắp các tỉnh thành.

### Điện ảnh và Truyền hình
Năm 2003, ngay trong bộ phim đầu tiên là bộ phim truyền hình Hoa dã quỳ, Huy Cường đã nhận được vai phản diện khi hóa thân thành một ông trùm. Năm 2004, Huy Cường rời khỏi nhóm Tam tấu trẻ, anh và vợ mở tiệm bán đĩa cho đến khi anh được nghệ sĩ Duy Phương động viên quay lại với nghề. Năm 2011, sau khi dày công đầu tư vào một vai diễn nhưng chỉ được biểu diễn 3 buổi, tiền cát xê không đủ bù kinh phí tự chi cho vai diễn, Huy Cường quyết định bỏ hẳn sân khấu kịch để chuyển sang kinh doanh quán ốc. Buôn bán được 9 tháng, Huy Cường được nhiều đạo diễn mời tham gia các dự án phim, và anh chỉ chú tâm vào phim ảnh.
Năm 2014, Huy Cường được đạo diễn Nguyễn Đức Việt gửi kịch bản và mời anh đóng vai Bè, một nhân vật phụ chính diện trong bộ phim điện ảnh Những đứa con của làng. Đây là lần thứ hai, hai người cùng hợp tác. Huy Cường cũng là lựa chọn cuối cùng cho vai Bè, khi đạo diễn Đức Việt không tìm được diễn viên phù hợp và thời gian bấm máy đã cận kề. Không phải qua giai đoạn casting, Huy Cường được đón ra Quảng Trị quay thử ngay một đoạn. Vai diễn giúp anh có được hai giải Nam diễn viên phụ xuất sắc tại Liên hoan phim Việt Nam lần thứ 19 và Giải Cánh diều 2014.

## Đời tư
Năm 2004, Huy Cường kết hôn với diễn viên kịch Chế Hoàng Lan họ vốn là bạn học chung lớp khi học tại trường Sân Khấu Điện Ảnh. Năm 2007, hai người sinh được một con trai tên Huy Vũ.

## Các vai diễn

### Kịch nói
- Ðông - trong vở Niềm tin bị đánh cắp
- Trương Tấn Bửu - trong vở Tả quân Lê Văn Duyệt

### Phim truyền hình
| Năm  | Tựa đề                   | Vai diễn         | Đạo diễn                  | Kênh     | Chú thích |
| ---- | ------------------------ | ---------------- | ------------------------- | -------- | --------- |
| 2007 | Hoa dã quỳ               |                  | Võ Tấn Bình               | HTV9     |           |
| 2008 | Kiều nữ và đại gia       | Tuấn             | Nguyễn Duy Võ Ngọc        | HTV9     |           |
| 2008 | Thám tử tư               |                  | Trần Mỹ Hà                | HTV9     |           |
| 2009 | Sóng tình                |                  | Xuân Cường                | HTV9     |           |
| 2009 | Nghe trà                 |                  | Nguyễn Danh Dũng          | HTV9     |           |
| 2010 | Hoa xương rồng           | Thọ              | Lê Dũng/ Đỗ Mai Nhất Tuấn | HTV9     |           |
| 2010 | Cổng mặt trời            | Quản lý quán bar | Nguyễn Dương              |          |           |
| 2011 | Xuân tình                | Chín Bạc         | Trương Dũng               | VTV9     |           |
| 2011 | Vật chứng mong manh      | Thạo             | Nguyễn Duy Võ Ngọc        | HTV7     |           |
| 2011 | Hãy nói anh yêu em       | Mãnh             | Lê Đức Tiến               | HTV9     |           |
| 2011 | Trúng số                 | Khôi             | Xuân Phước                | SCTV14   |           |
| 2011 | Bàn tròn hôn nhân        | Minh kẹo kéo     |                           |          |           |
| 2011 | Vườn đời                 | Phát             | Nguyễn Quốc Thịnh         | HTV7     |           |
| 2012 | Bão                      | Hoàng            | Mai Dũng                  | SCTV14   |           |
| 2012 | Hoa nắng                 | Út Bình          | Đặng Minh Quang           | VTV3     |           |
| 2012 | Cuộc đối đầu hoàn hảo    | Hào              | Nguyễn Minh Cao           | SCTV14   |           |
| 2012 | Châu sa                  | Đình Toàn        | Nguyễn Thành Vinh         | TodayTV  |           |
| 2013 | Mật mã chuông gió        |                  | Trương Dũng               | HTV9     |           |
| 2013 | Bờ bến lạ                | Ba Hớn           | Đinh Đức Liêm             | VTV9     |           |
| 2013 | Bông hồng cho tướng cướp | Đen              | Xuân Phước                | THVL1    |           |
| 2013 | Hành trình hôn nhân      | Minh             | Trần Huy Cường            | THVL1    |           |
| 2014 | Nơi chốn ta quay về      |                  | Lê Minh                   | VTV1     |           |
| 2014 | Độc thân tuổi 30         | Sở Danh          | Xuân Cường                | TodayTV  |           |
| 2015 | Đổi đời                  |                  | Đặng Minh Quốc            | SCTV14   |           |
| 2015 | Giá phải trả             | Chẻo Lẻo         | Nguyễn Minh Cao           | SCTV14   |           |
| 2015 | Nắng sớm mưa chiều       |                  | Trương Dũng               | VTV9     |           |
| 2015 | Kẻ giấu mặt              | Trương Vũ        | Lê Hồng Sơn               | HTV7     |           |
| 2016 | Trận đồ bát quái         | Mạnh             | Chu Thiện                 | THVL1    |           |
| 2016 | Đường chân trời          | Hùng             | Dương Nam Quan            | SCTV14   |           |
| 2016 | Ải mỹ nhân               | Bình             | Xuân Phước                | THVL1    |           |
| 2016 | Xúc xắc xúc xẻ           | Ông Dũng         | Đặng Minh Quốc            | SCTV14   |           |
| 2016 | Đôi mắt âm dương         | Thượng tá Lục    | Lê Hồng Sơn               | HTV7     |           |
| 2016 | Danh vọng phù hoa        | Ông Bá           | Trương Dũng               | THVL1    |           |
| 2016 | Nợ anh một giấc mơ       | Tàu Sáng         | Xuân Phước                | TodayTV  |           |
| 2016 | Song sinh bí ẩn          | Bách             | Trương Dũng               | THVL1    |           |
| 2017 | Bước nhảy hoàn vũ        | Thịnh            | Nguyễn Đức Việt           | VTV3     |           |
| 2017 | Chỉ là ảo ảnh            |                  | Trương Dũng               | THVL1    |           |
| 2017 | Những khúc sông dậy sóng | Dũng             | Nhâm Minh Hiền            | ATV      |           |
| 2017 | Con đường hoàn lương     | Bảy Đá           | Nhâm Minh Hiền            | THVL1    |           |
| 2017 | Phục hận                 | Ông Tiến         | Nguyễn Dương              | HTV9     |           |
| 2017 | Người nhà quê            | Minh             | Xuân Phước                | THVL1    |           |
| 2017 | Ranh giới thiện ác       |                  | Đặng Minh Quang           | VTV8     |           |
| 2018 | Phận làm dâu             | Tài              | Xuân Phước                | THVL1    |           |
| 2019 | Hoa cúc vàng trong bão   | Ông Quý          | Nhâm Minh Hiền            | VTV3     |           |
| 2019 | Dzìa đi tía ơi           | Bảy Cò           | Quốc Thuận                | SCTV14   |           |
| 2019 | Ruby máu                 | Quốc Cường       | Đặng Minh Quang           | ANTV     |           |
| 2019 | Lời nguyền Domino        | Ông Tùng         | Nhâm Minh Hiền            | SCTV14   |           |
| 2019 | Anh ba khía              | Sáu Hẹn          | Xuân Phước                | THVL1    |           |
| 2020 | Ngày đông có nắng        |                  | Nguyễn Quang Minh         | SCTV14   |           |
| 2020 | Mẹ ghẻ                   | Ông Thuận Hải    | Trương Dũng               | THVL1    |           |
| 2020 | Giọt máu vô hình         | Ông Trung Kiên   | Nhâm Minh Hiền            | SCTV14   |           |
| 2020 | Nanh thép                | Hoàng Lâm        | Đinh Đức Liêm             | THVL1    |           |
| 2021 | Bánh mì ông Màu 2        | Ông Dũng         | Nguyễn Quang Minh         | HTV7     | [ 11 ]    |
| 2021 | Vũ điệu giữa bầy sói     | Ông Sơn          | Hoàng Thơ                 | SCTV14   |           |
| 2021 | Những phận đời trớ trêu  | Ông Hướng        | Đinh Đức Liêm             | VTVCab10 |           |
| 2022 | Hồng nhan                |                  | Nguyễn Quang Minh         | SCTV14   |           |
| 2022 | Hùng Long Phong Bá       | A Hào            | Toni Dương Bảo Anh        |          |           |
| 2022 | Vợ quan                  | A Phón           | Nhâm Minh Hiền            | SCTV14   |           |
| 2022 | Giã từ những đêm hoang   | Nam Đen          | Nguyễn Đỗ Khoa - Phạm Lộc | HTV9     |           |
| 2022 | Nghiệp sinh tử (phần 4)  | Ông Trịnh        | Bùi Ngọc Nam Phương       | THVL1    | [ 12 ]    |
| 2023 | Màu cát                  | Ông Dũng         | Nhâm Minh Hiền            | SCTV14   |           |
| 2023 | Người thầm lặng          | Thần Y           | Nguyễn Dương              | THVL1    |           |
| 2023 | Tình yêu dối lừa         | Ông Bá           | Trần Ngọc Phong           | THVL1    |           |
| 2023 | Kế hoạch hoàn hảo        | Thưởng Thẹo      | Võ Việt Hùng              | THVL1    |           |
| 2024 | Tình yêu bất tử          | Ông Khang        | Trương Dũng               | THVL1    |           |
| 2024 | Đừng khóc anh đây rồi    | Ông Khánh        | Chu Thiện, Thanh Chu      | VTV9     |           |
| 2024 | Một nửa hoàn hảo         | Minh             | Xuân Phước                | TodayTV  |           |
| 2024 | Dưới bóng con hầu        | Ông Long         | Nguyễn Tuấn Anh           |          |           |
| 2024 | Miền quên lãng           | Ông Hội          | Hồng Phúc (Hồng Chi)      | HTV7     |           |
| 2024 | Chuyện xóm tui           | Việt pháp        | Huỳnh Vinh                |          |           |
| 2025 | Nắng khuya               | Ông Tèo          | Nhâm Minh Hiền            | VTV9     |           |
| 2025 | Mẹ biển                  | Mành             | Nguyễn Phương Điền        | VTV1     |           |

### Phim điện ảnh
- Bè - trong Những đứa con của làng

### Chương trình truyền hình
| Năm  | Chương trình   | Vai trò   | Chú thích |
| ---- | -------------- | --------- | --------- |
| 2021 | Giải mã tri kỉ | Khách mời | [ 9 ]     |
| 2021 | Tâm đầu ý hợp  | Khách mời |           |

## Giải thưởng
| Năm  | Giải thưởng                        | Đề cử                        | Tác phẩm               | Hạng mục    | Kết quả   | Chú thích |
| ---- | ---------------------------------- | ---------------------------- | ---------------------- | ----------- | --------- | --------- |
| 2014 | Liên hoan phim Việt Nam lần thứ 19 | Nam diễn viên phụ xuất sắc   | Những đứa con của làng | Điện ảnh    | Đoạt giải | [ 3 ]     |
| 2015 | Giải Cánh diều 2014                | Nam diễn viên phụ xuất sắc   | Những đứa con của làng | Điện ảnh    | Đoạt giải |           |
| 2024 | Giải thưởng Ngôi Sao Xanh          | Nam diễn viên chính xuất sắc | Miền quên lãng         | Truyền hình | Đề cử     | [ 13 ]    |
| 2024 | Giải thưởng Ngôi Sao Xanh          | Nam phụ xuất sắc nhất        | Một nửa hoàn hảo       | Truyền hình | Đề cử     | [ 13 ]    |